# Bernhard Zimmermann
Bernhard Zimmermann (Korneuburg, 15 febbraio 2002) è un calciatore austriaco, attaccante del First Vienna.

## Carriera

### Club
Cresciuto nei settori giovanili di Korneuburg e St. Pölten, nel 2020 è stato acquistato dal Rapid Vienna, che lo ha aggregato alla squadra riserve. Ha esordito in prima squadra il 27 febbraio 2022 in occasione della vittoria esterna per 2-0 in Bundesliga contro lo WSG Swarovski Tirol. Il 4 marzo successivo ha firmato il suo primo contratto da professionista con i biancoverdi, di durata triennale.

### Nazionale
Ha rappresentato le nazionali giovanili austriache.

## Statistiche

### Presenze e reti nei club
Statistiche aggiornate al 17 gennaio 2022.
| Stagione               | Squadra                | Campionato             | Campionato | Campionato | Coppe nazionali | Coppe nazionali | Coppe nazionali | Coppe continentali | Coppe continentali | Coppe continentali | Altre coppe | Altre coppe | Altre coppe | Totale | Totale |
| Stagione               | Squadra                | Comp                   | Pres       | Reti       | Comp            | Pres            | Reti            | Comp               | Pres               | Reti               | Comp        | Pres        | Reti        | Pres   | Reti   |
| ---------------------- | ---------------------- | ---------------------- | ---------- | ---------- | --------------- | --------------- | --------------- | ------------------ | ------------------ | ------------------ | ----------- | ----------- | ----------- | ------ | ------ |
| 2020-2021              | Rapid Vienna II        | 1L                     | 28         | 2          |                 | -               | -               |                    | -                  | -                  |             | -           | -           | 28     | 2      |
| 2021-2022              | Rapid Vienna II        | 1L                     | 16         | 4          |                 | -               | -               |                    | -                  | -                  |             | -           | -           | 16     | 4      |
| 2022-2023              | Rapid Vienna II        | 1L                     | 1          | 0          |                 | -               | -               |                    | -                  | -                  |             | -           | -           | 1      | 0      |
| Totale Rapid Vienna II | Totale Rapid Vienna II | Totale Rapid Vienna II | 45         | 6          |                 | -               | -               |                    | -                  | -                  |             | -           | -           | 45     | 6      |
| 2021-2022              | Rapid Vienna           | BL                     | 11+2       | 5+0        | CA              | -               | -               | UCL+UEL+UECL       | -                  | -                  |             | -           | -           | 13     | 5      |
| 2022-2023              | Rapid Vienna           | BL                     | 13         | 5          | CA              | 3               | 1               | UECL               | 4                  | 0                  |             | -           | -           | 20     | 6      |
| Totale Rapid Vienna    | Totale Rapid Vienna    | Totale Rapid Vienna    | 24+2       | 10+0       |                 | 3               | 1               |                    | 4                  | 0                  |             | -           | -           | 33     | 11     |
| Totale carriera        | Totale carriera        | Totale carriera        | 71         | 16         |                 | 3               | 1               |                    | 4                  | 0                  |             | -           | -           | 78     | 17     |